# Trichosanthes obscura
Trichosanthes obscura är en gurkväxtart som beskrevs av Rugayah. Trichosanthes obscura ingår i släktet Trichosanthes och familjen gurkväxter. Inga underarter finns listade i Catalogue of Life.